# Michail Vosipavič Stakun
Michail Vosipavič Stakun (tiếng Belarus: Міхаіл Восіпавіч Стакун, 1893 - 27 tháng 4 năm 1943) là chính khách và lãnh đạo Đảng Cộng sản Liên Xô.

## Tiểu sử
Stakun sinh năm 1893 tại làng Nidziany huyện Vilienski tỉnh Vilna Đế quốc Nga (nay thuộc Varnianski vùng Grodno, Belarus).

### Giáo dục
Năm 1930-1932, ông theo học khóa Chủ nghĩa Mác Lê của Ban Chấp hành Trung ương Đảng Cộng sản Liên Xô.

### Hoạt động
- Hoạt động cách mạng từ năm 1912, bị bắt nhiều lần.
- Được điều động tham gia  Chiến tranh thế giới thứ nhất.
- Năm 1917, chuyển ngũ sang Hồng quân .
- Năm 1918, chuyển sang làm kinh tế.
- Từ năm 1924, làm công tác đảng.
- Năm 1927-1929, bí thư quận ủy Stavropol Đảng Cộng sản Liên minh Bolshevik .
- Năm 1932-1934 - Bí thư thứ nhất Khu ủy Đông Kazakhstan, Đảng Cộng sản Liên minh Bolshevik.
- Tháng 1-6 năm 1935 - Ủy viên Dân ủy Công nghiệp nặng Liên Xô tại Cộng hòa Xã hội chủ nghĩa Xô viết Byelorussia.
- Tháng 6 năm 1935 đến 1937 - Bí thư thứ nhất Thành ủy Gomel Đảng Cộng sản (Bolshevik) Belorussia, đồng thời cho đến ngày 25 tháng 10 năm 1937 - Ủy viên Ban Chấp hành Trung ương Đảng Cộng sản (Bolshevik) Belorussia .
- Ngày 19 tháng 6 năm 1937 đến 25 tháng 10 năm 1937 - Ủy viên Văn phòng Ban Chấp hành Trung ương Đảng Cộng sản Belorussia.
- Ngày 7 tháng 7 đến 14 tháng 11 năm 1937 - Chủ tịch Ban chấp hành trung ương Cộng hòa Xã hội chủ nghĩa Xô viết Byelorussia.
- Tháng 10 năm 1937, bị bắt và kết án tù.
- Năm 1943, chết trong tù ở Tambov.